# Nat Faxon

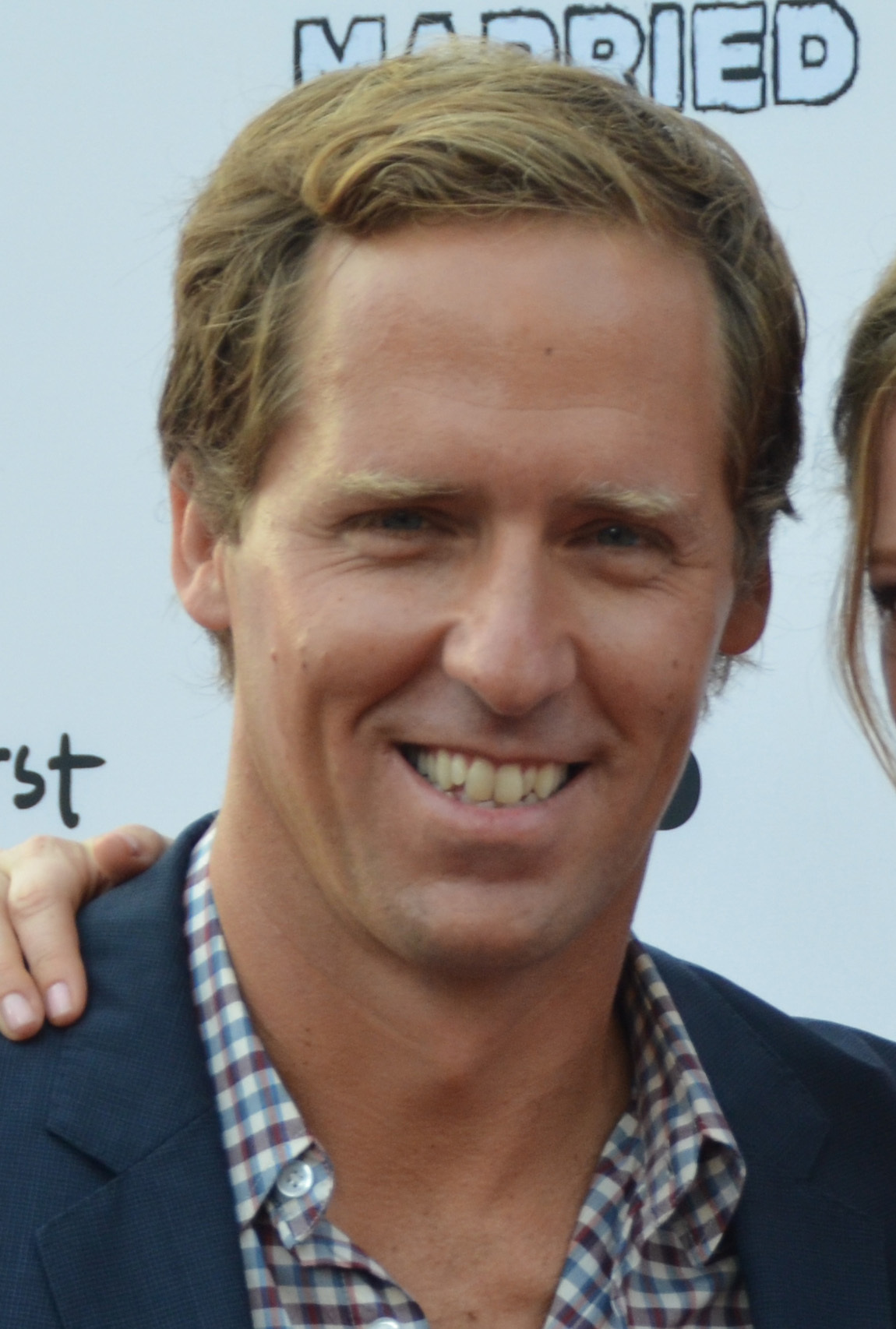
Nat Faxon (2014)

Nathaniel „Nat“ Faxon (* 1975) ist ein US-amerikanischer Schauspieler, Drehbuchautor und Regisseur. Er gewann 2012 den Oscar in der Kategorie Bestes adaptiertes Drehbuch für den Film The Descendants – Familie und andere Angelegenheiten.

## Leben
Faxon wuchs in Manchester-by-the-Sea im US-Bundesstaat Massachusetts auf. Er studierte am Hamilton College in Clinton, New York. 2001 schloss er sich der Comedy-Gruppe The Groundlings in Los Angeles an.
Eine erste Rolle hatte Faxon 1999 in einer Folge der Fernsehserie Rude Awakening – Nur für Erwachsene!. Es folgten kleinere Rollen in den Fernsehserien Starlets, Reno 911!, Joey und Happy Hour sowie zahlreiche Gastauftritte in verschiedenen Serien wie beispielsweise Navy CIS (2005), My Name Is Earl (2006), Mad Men (2008), Happy Endings (2011) oder Up All Night (2012).
Außerdem spielte er in seiner Anfangszeit häufiger kleine Rollen in Komödien wie Slackers oder Bierfest. Er übernahm zudem Sprechrollen in den Zeichentrickserien American Dad, The Cleveland Show und seit 2012 bei Star Wars: Detours. Von 2012 bis 2013 spielte er in der Sitcom Ben and Kate des Fernsehsenders Fox in der Rolle des Ben Fox seine erste Hauptrolle.
Gemeinsam mit Alexander Payne und Jim Rash, den er bei The Groundlings kennenlernte, schrieb Faxon das Drehbuch zu The Descendants – Familie und andere Angelegenheiten. Der Film mit George Clooney in der Hauptrolle wurde 2012 für vier Oscars nominiert. Den Award für das Beste adaptierte Drehbuch konnten Payne, Rash und Faxon schließlich gewinnen. In der gleichen Kategorie gewannen die drei zahlreiche weitere Preise, darunter der Chlotrudis Award, der NBR Award, der Satellite Award und der Writers Guild of America Award. Außerdem waren sie unter anderem für den Golden Globe, die BAFTA-Awards und den BFCA Award nominiert.
2013 erschien der Film Ganz weit hinten, in dem Faxon gemeinsam mit Jim Rash als Darsteller, Drehbuchautor, Produzent und erstmals auch als Regisseur mitwirkte. 2020 inszenierten sie gemeinsam  mit Downhill eine Neuverfilmung des schwedischen Films Höhere Gewalt.

## Filmografie (Auswahl)

### Als Schauspieler
- 2000–2001: Starlets (Grosse Pointe, Fernsehserie, 17 Folgen)
- 2002: Nix wie raus aus Orange County (Orange County)
- 2002: Slackers
- 2003–2004: Reno 911! (Fernsehserie, 6 Folgen)
- 2004: Club Mad (Club Dread)
- 2004–2005: Joey (Fernsehserie, 3 Folgen)
- 2005: Romy und Michele: Hollywood, wir kommen! (Romy and Michele: In the Beginning)
- 2006: The TV Set
- 2006: Bierfest (Beerfest)
- 2007: Walk Hard: Die Dewey Cox Story
- 2008: Hamlet 2
- 2006–2008: Happy Hour (Fernsehserie, 14 Folgen)
- 2009: Slammin’ Salmon – Butter bei die Fische! (The Slammin’ Salmon)
- 2011: Bad Teacher
- 2011: Der Zoowärter (Zookeeper)
- 2012–2013: Ben and Kate (Fernsehserie, 16 Folgen)
- 2013: Ganz weit hinten (The Way, Way Back)
- 2014: Sex Tape
- 2014: Tammy – Voll abgefahren (Tammy)
- 2014–2015: Married (Fernsehserie, 23 Folgen)
- 2017–2019: Friends from College (Fernsehserie, 16 Folgen)
- 2018: How to Party with Mom (Life of the Party)
- 2018: Vater des Jahres (Father of the Year)
- 2018–2023: Disenchantment (Fernsehserie, Stimme von Elfo, dem Elf)
- 2019: Euphoria (Fernsehserie, Folge 1x07)
- 2019: Ready or Not – Auf die Plätze, fertig, tot (Ready or Not) (Stimme)
- 2019: 3 Engel für Charlie (Charlie’s Angels)
- 2020–2025: Die Conners (The Conners, Fernsehserie)
- 2021: The Great North (Fernsehserie, Stimme, 1 Folge)
- 2021: Yes Day
- 2021–2023: HouseBroken (Fernsehserie, Stimme)
- 2022–2023: Our Flag Means Death (Fernsehserie, 11 Folgen)
- 2022: Beavis and Butt-Head Do the Universe (Stimme)
- 2025: Ghosts (Fernsehserie, 1 Folge)

### Als Drehbuchautor
- 2005: Adopted
- 2011: The Descendants – Familie und andere Angelegenheiten (The Descendants)
- 2013: Ganz weit hinten (The Way, Way Back)
- 2020: Downhill

### Als Regisseur
- 2013: Ganz weit hinten (The Way, Way Back)
- 2020: Downhill